# ستيفن رايت (لاعب كريكت)
ستيفن رايت (6 أغسطس 1897 في المملكة المتحدة - 24 يونيو 1975)  (بالإنجليزية: Stephen Wright)‏ هو لاعب كريكت بريطاني (وحمل سابقاً جنسية المملكة المتحدة لبريطانيا العظمى وأيرلندا).